# 1909

## Події
- Роберт Пірі першим добрався до північного полюса.
- Convention on the International Circulation of Motor Vehicles, 1909

### Аварії й катастрофи
- 26 липня — Британський пароплав Варата (Waratah) зник на шляху з Сіднея в Лондон після того як 26 липня покинув порт Дурбан. На борту було 211 осіб.
- 14 листопада — Французький пароплав (La Seyne) зіткнувся біля Сінгапуру з англійським пароплавом «Онда» (Onda) і затонув. Загинуло 101 осіб.

### Наука
- Сорен Соренсен сформулював концепцію pH.
- Роберт Ендрус Міллікен поставив експеримент з олійними краплями і виміряв значення елементарного електричного заряду.

## Народилися
див. також Категорія:Народились 1909
- 1 січня — Бандера Степан Андрійович, український політик, голова Революційного проводу ОУН (з 1940).
- 3 січня — Сабадиш Петро Євлампійович, український пейзажист, заслужений художник УРСР (пом. 1994).
- 11 лютого — Джозеф Манкевич, американський кінорежисер, сценарист, продюсер.
- 23 лютого — Микола Шпак, український поет і перекладач, партизан.
- 6 березня — Станіслав Єжи Лец, польський поет, письменник.
- 24 березня — Вурмбранд Річард, румунський лютеранський священник єврейського походження, громадський діяч, політв’язень, письменник.
- 13 квітня — Самуель Беккет, ірландський письменник.
- 13 квітня — Стен (Станіслав) Улям, польський та американський математик.
- 27 квітня — Валентина Гризодубова, радянська льотчиця, Герой Радянського Союзу, Герой Соціалістичної Праці.
- 1 травня — Янніс Ріцос, грецький поет.
- 7 травня — Едвін Ленд, американський винахідник, конструктор фотокамер «Полароїд».
- 30 травня — Бенні Гудмен, американський джазовий музикант.
- 7 червня — Джессіка Тенді, акторка.
- 24 червня — Вільям Пенне, британський фізик.
- 28 червня — Ерік Емблер, англійський письменник.
- 1 липня — Серго Закаріадзе, грузинський актор.
- 5 липня — Громико Андрій Андрійович, радянський дипломат, міністр закордонних справ СРСР (1957—1985).
- 10 липня — Мухаммед Дауд Хан, сардар, прем'єр-міністр і президент Афганістану.
- 13 липня — Суфанувонг, лаоський принц, перший президент комуністичного Лаосу (1975-86 рр.).
- 16 липня — Джинджер Роджерс, американська акторка, співачка і танцюристка.
- 28 липня — Енне Бурда, засновник і глава німецького видавничого концерну Burda.
- 30 липня — Сиріл Норткот Паркінсон, англійський історик.
- 8 серпня — Буков Єміліан Несторович, молдовський письменник і громадський діяч (пом. 1984).
- 10 серпня — Лео Фендер, майстер виготовлення електрогітар.
- 18 серпня — Марсель Карне, французький кінорежисер.
- 7 вересня — Еліа Казан, американський продюсер, сценарист, кінорежисер.
- 21 вересня — Кваме Нкрума, президент Гани (1960-66 рр.).
- 1 листопада — Вісенте Феола, бразильський футбольний тренер.
- 25 листопада — Марія Боґда, польська акторка кіно.
- 26 листопада — Йонеско Ежен, французький драматург румунського походження.
- 1 грудня — Анатолій Кос-Анатольський, український композитор.
- 9 грудня — Дуглас Фербенкс, американський кіноактор.

## Померли
Дивись також Категорія:Померли 1909
- 12 січня — Герман Мінковський, німецький математик.

## Нобелівська премія
- з фізики: Гульєльмо Марконі та Карл Фердинанд Браун «за видатний внесок у створення бездротової телеграфії».
- з хімії: Вільгельм Оствальд,  «як визнання виконаної ним роботи з вивчення каталізу, а також за дослідження основних принципів управління хімічною рівновагою і швидкостями реакції».
- з медицини та фізіології: Еміль Теодор Кохер, за праці у галузі фізіології, патології та хірургії щитоподібної залози
- з літератури: Сельма Лагерлеф, «Як данина високому ідеалізму, яскравій уяві й духовному проникненню, що вирізняють усі її твори»
- премія миру: Огюст Бернарт та Поль д'Етурнель де Констан